# Chien de prairie du Colorado
Cynomys gunnisoni
Espèce
Statut de conservation UICN

 LC  : Préoccupation mineure
Répartition géographique
Le chien de prairie du Colorado (Cynomys gunnisoni) est une espèce de rongeur du genre Cynomys.

## Répartition et habitat
Il est endémique des États-Unis où on le trouve en Utah, au Colorado, en Arizona et au Nouveau-Mexique. Il est présent entre 1 830 et 3 660 m d'altitude. Il vit dans les vallées des hautes montagnes et sur les plateaux.